# Симуляція (футбол)

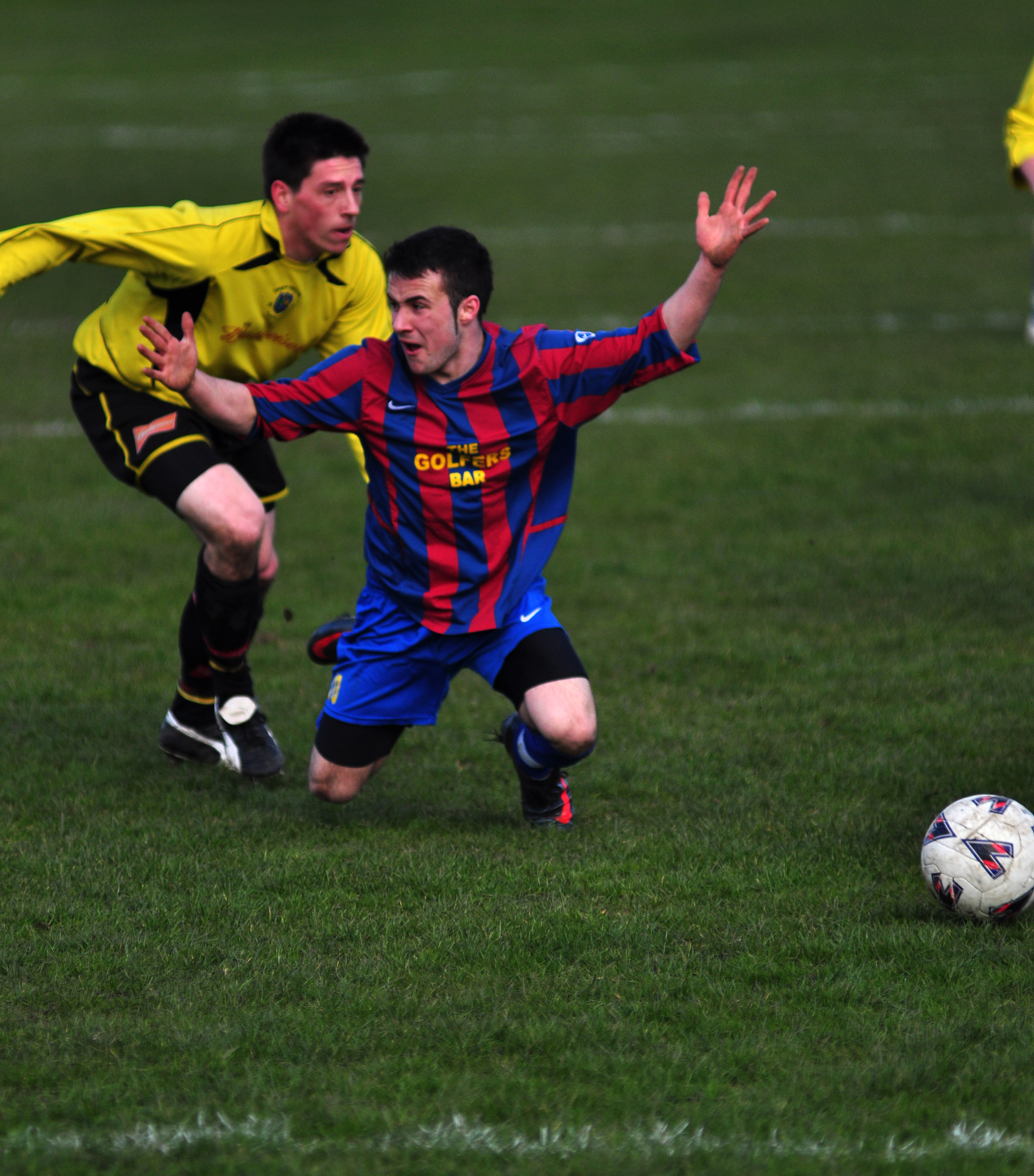
Один із прикладів симуляції.

Симуляція (англ. simulation) — це імітація падіння чи травми з метою зароблення штрафного удару для команди, а також жовтої або червоної картки для суперника. Вирішення питання про те, чи гравець пірнав, часто є дуже суб'єктивним та одним із найбільш суперечливих аспектів у футболі.
У правилах гри зазначено, що «спроби обдурити арбітра, симулюючи травму або роблячи вигляд, що було порушення», визначаються як неспортивна поведінка і караються жовтою карткою.

## Репутація гравців
Неодноразові звинувачення у симуляції призвели до того, що певні гравці придбали репутацію «симулянта». Серед них у ЗМІ часто згадують:
- Деле Аллі[2][3]
- Гарет Бейл[4][5]
- Серхіо Бускетс[6][4][7]
- Дідьє Дрогба[8][4][5]
- Стівен Джеррард[5][7]
- Кадер Кейта[9]
- Юрген Клінсманн[8][5][10]
- Нані[5]
- Неймар[11][12][4][10][13]
- Пепе[14]
- Серхіо Рамос[15][16]
- Рахім Стерлінг[17]
- Ар'єн Роббен[8][5][10]
- Кріштіану Роналду[4][5]
- Мохаммед Салах[18][19]
- Луїс Суарес[5][4][20]
- Ешлі Янг[4][5][21][22][23][24][25]